# Gmina Miedzichowo
Die Gmina Miedzichowo ist eine Landgemeinde im Powiat Nowotomyski der Woiwodschaft Großpolen in Polen. Ihr Sitz ist das gleichnamige Dorf (deutsch Miedzichowo) mit etwa 470 Einwohnern.

## Gliederung
Zur Landgemeinde (gmina wiejska) Miedzichowo gehören weitere 13 Dörfer (deutsche Namen bis 1945) mit einem Schulzenamt (sołectwo).
| - Bolewice (Bolewitz, 1943–1945 Bollwitz) - Bolewicko (Walddorf) - Błaki (Weißfelde) - Grudna (Hirschfelde) - Jabłonka Stara (Alt Jablonke, 1943-1945 Grüntal) - Łęczno (Weidenfeld) - Lewiczynek (Lewitz Hauland, 1943–1945 Lewitzhauland) - Lubień (Luben, 1943–1945 Deutschheide) - Miedzichowo (Miedzichowo, 1939–1943 Kupferhammer, 1943–1945 Kupferhammer (Kr. Grätz, Wartheland)) - Pąchy (Punken, 1943–1945 Seefeld) - Piotry (Petershag) | - Prądówka (Ziegelscheune, 1939–1943 Kupferhammer, 1943–1945 Ziegelscheune (Kr. Grätz, Wartheland)) - Silna Nowa (Neu Schilln) - Stary Folwark (Altvorwerk) - Szklarka Trzcielska (Glashütte, 1943–1945 Tiegelhütte) - Sępolno (Wiesental) - Toczeń (Waldhofen) - Trzciel-Odbudowa (Tirschtiegel Abbau) - Węgielnia (Waldtal) - Zachodzko (Hüttenhauland, 1943–1945 Hüttenhauland) - Zawada (Sawade, 1943–1945 Waldheim) |